# Operatie Haggard
Operatie Haggard was de codenaam voor twee SAS-operaties in het Frankrijk

## Operatie Haggard 1
De eerste operatie vond plaats in juli 1944 ten zuiden van de Loire tussen Nevers en Gien. De operatie werd uitgevoerd door 52 man van het B-squadron van het 1e SAS-bataljon. Zij stichtten een grote basis op de zuidoever van de Loire en voerden diverse verrassingsaanvallen uit op de Duitse troepen in de regio. Daarnaast ondernemen ze enkele verkenningstochten om informatie te verschaffen voor toekomstige geallieerde operaties in dit gebied.

## Operatie Haggard 2
De tweede operatie vond plaats op 10 augustus 1944 in het departement Cher. Ten oosten van Vierzon werden 79 mannen van het 1e SAS-regiment gedropt. Het hoofddoel was het rapporteren van vijandelijke troepenbewegingen in het gebied en het opblazen van de spoorlijnen tussen Vierzon en Tours en Orléans. Er werd veel schade toegebracht aan de vijandelijke treinen en daarmee werd de opmars van Duitse troepen uit Midden- en Zuid-Frankrijk aanzienlijk vertraagd. Ze wisten in totaal 233 Duitsers krijgsgevangenen te maken.